# Sebastian Rinz

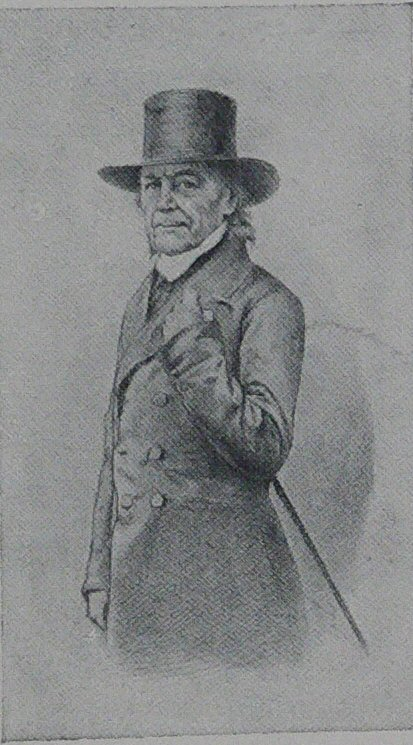
Sebastian Rinz, Radierung von J. Eissenhardt.

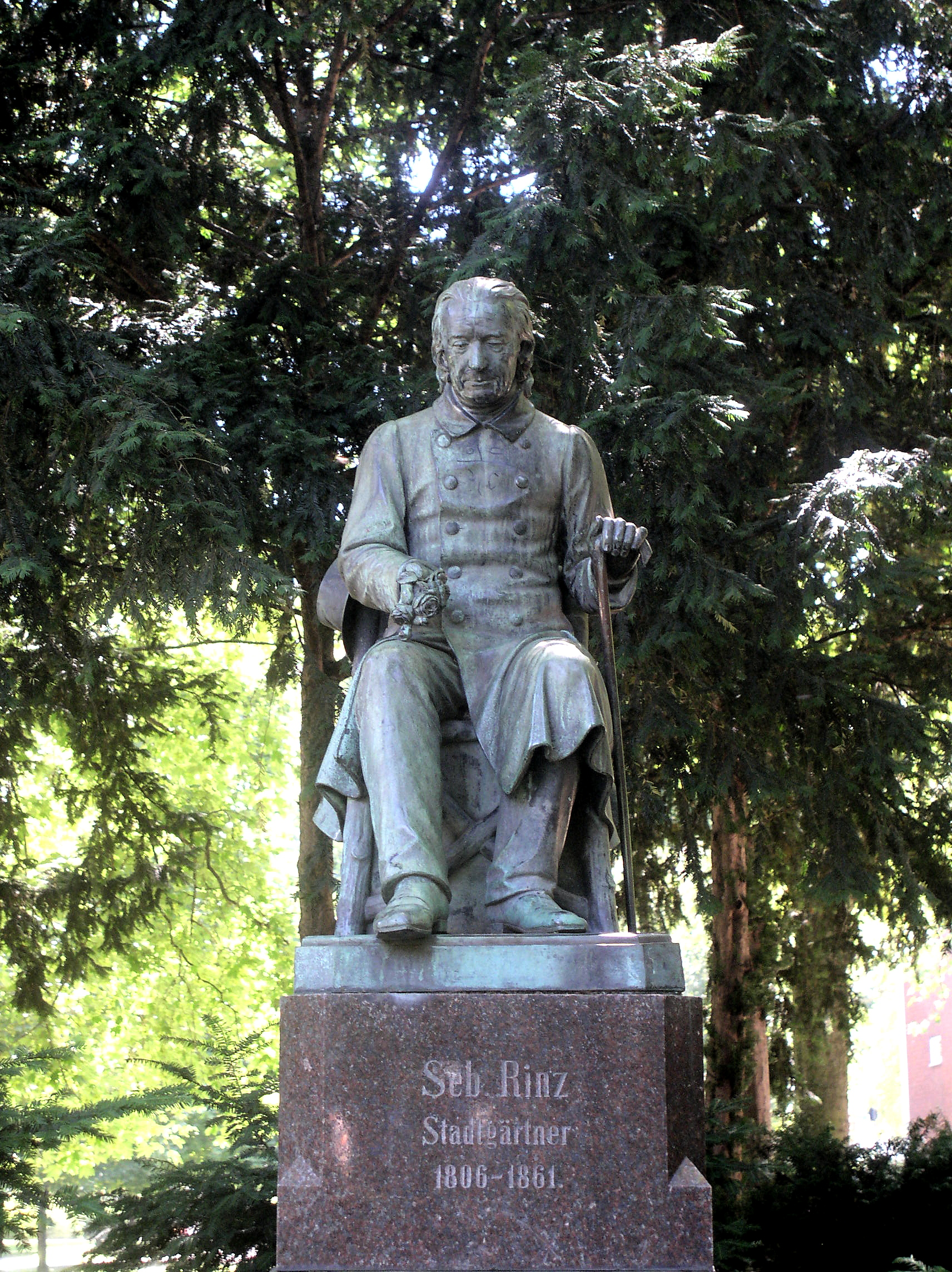
Das Rinz-Denkmal in den Frankfurter Wallanlagen

Sebastian Rinz (* 11. Januar 1782 in Haimhausen an der Amper; † 8. April 1861 in Frankfurt am Main) war ein bayrischer, deutscher Stadtgärtner in Frankfurt am Main. Dort gestaltete er mehrere Grünanlagen von lokaler Bedeutung, von denen die meisten bis heute Bestand haben.

## Leben und Werk
Sowohl der Großvater als auch der Vater von Sebastian Rinz hatten in der Nähe von München als Hofgärtner den noch ganz im Rokokostil gehaltenen Park von Schloss Haimhausen betreut. Im Jahr 1796 wurde Sebastian in die Lehre bei der Kurfürstlichen Hofgärtnerei von Schloss Schleißheim geschickt, wo er bis 1799 ausgebildet wurde. Nach der Ausbildung verbrachte Sebastian Rinz seine ersten Gesellenjahre in der Hofgärtnerei Würzburg. Der Hofgarten bestand aus zwei Teilen, von denen der ältere Teil im „französischen“ Stil angelegt und der jüngere im damals neuen „englischen“ Gartenstil gestaltet war. Im Jahr 1801 wechselte der junge Rinz 1801 zum Park Schönbusch bei Aschaffenburg, wo er unter Hofgärtner Franz Ludwig Bode in der im „englischen“ Stil angelegten Grünanlage arbeitete.
Als der von Fürstprimas Carl Theodor von Dalberg mit dem Abbruch der Frankfurter Stadtbefestigung beauftragte Jakob Guiollett einen Landschaftsgärtner suchte, der die ehemaligen Festungswälle in einen Park umgestalten konnte, wandte Guiollett sich an Dalbergs Hofgärtner Bode mit der Bitte um Empfehlung eines Kandidaten, denn der damalige Frankfurter Stadtgärtner Georg Fliedner war der Aufgabe nicht gewachsen. Bode empfahl seinen Assistenten Rinz.

### Die Frankfurter Wallanlagen
So kam Rinz 1806 in den Dienst der Stadt. Im Jahr 1808 trat er die Nachfolge Fliedners als Stadtgärtner an. Er gestaltete zunächst die Bockenheimer Anlage und die Eschenheimer Anlage zwischen dem Bockenheimer und dem Friedberger Tor. Die erforderlichen Bäume und Sträucher entnahm er dem Frankfurter Stadtwald und dem Taunus, Zierpflanzen bezog er aus den Gärten des Mainzer Hofgärtners in Königstein sowie aus dem Klostergarten in Seligenstadt und dem Park Schönbusch bei Aschaffenburg.
Am 31. Dezember 1806 kehrte er zunächst nach Aschaffenburg zurück, wurde aber alsbald zurückgerufen. Die Frankfurter Gärtner waren mit der Pflege eines Landschaftsgartens überfordert, zudem hatte Dalberg den Fortbau des Anlagenrings genehmigt und die Finanzierung aus seinem Privatfonds gesichert. 1808/09 entstand die Friedberger Anlage vom Friedberger Tor bis zum Sandweg, 1810 die Taunus- und die Gallusanlage. 1811 folgten die Untermainanlage sowie der Rest der Friedberger Anlage. und 1812 wurden die Arbeiten mit der Obermainanlage abgeschlossen.
Bereits ein Jahr später wurden die Gärten beim Abzug der französischen Truppen nach der Leipziger Völkerschlacht verwüstet. Rinz erneuerte die Anlage 1814/15. Obwohl die Anlagen im Schnitt nur etwa 20 Meter breit waren und ihm lediglich in der Taunusanlage und am Rechneigrabenweiher in der Obermainanlage etwas mehr Platz für eine landschaftliche Gestaltung des Geländes blieb, fand seine Arbeit bei den Frankfurter Bürgern Beifall. Catharina Elisabeth Goethe schrieb am 1. Juli 1808 begeistert an ihren Sohn Johann Wolfgang von Goethe: „Die alten Wälle sind abgetragen, die alten Tore eingerißen, um die gantze Stadt ein Parck, man glaubt, es sey Feerrey. Die alten Perücken hätten so was bis an Jüngsten Tag nicht zuwege gebracht.“

### Weitere Arbeiten
1828 gestaltete er den Hauptfriedhof vor den Toren der Stadt, der den alten Peterskirchhof in der Neustadt ersetzte. 1838 folgte im Auftrag von Amschel Mayer Rothschild der Günthersburgpark in Bornheim. 1858 schuf er auf dem Gelände des aufgelassenen Peterskirchhofs einen weiteren Landschaftsgarten, von dem jedoch heute nur wenig erhalten ist. Auch der Park der Philosophisch-Theologischen Hochschule Sankt Georgen in Oberrad geht auf einen Landschaftsgarten zurück, den Rinz Mitte des 19. Jahrhunderts für den damaligen Besitzer des Anwesens, Georg von Saint-George, gestaltete. Außerhalb Frankfurts schuf er Gartenanlagen für die Villa Leonhardi in Groß Karben, den Kurpark Wiesbaden und auf Schloss Johannisberg im Rheingau.
Sein letztes Werk war das Nizza, eine Grünanlage am Mainufer, für die 1860 ein alter Mainarm (der Kleine Main) zugeschüttet worden war, um eine Verbindung zur Insel Mainlust zu schaffen. Seinen Namen trägt das Nizza wegen der zahlreichen exotischen Pflanzen, die hier aufgrund des günstigen Mikroklimas gedeihen und die an die Gärten der Französischen Riviera erinnern. Rinz konnte die Arbeiten nicht mehr vollenden, das Nizza wurde erst unter seinem Enkel, Schüler und Nachfolger Andreas Weber (1832–1901) fertiggestellt.
Am 29. August 1811 hatte Rinz das Frankfurter Bürgerrecht für sich und seine Frau Henriette, geb. Gundram erworben und hatte eine Blumen- und Samenhandlung eröffnet, mit Ladengeschäft in der Nähe des Frankfurter Doms. Rinz war Ehrenmitglied der Senckenbergischen Naturforschenden Gesellschaft seit 1820 und der Frankfurtischen Gesellschaft zur Beforderung nützlicher Künste und deren Hilfswissenschaften seit 1857.
In der Friedberger Anlage, in der Nähe des Bethmannparks, wurde 1892 ein Denkmal zu Ehren von Sebastian Rinz errichtet. Außerdem wurden in Frankfurt und Umgebung einige Straßen nach ihm benannt. Die Sebastian-Rinz-Straße im Frankfurter Stadtteil Westend grenzt bemerkenswerterweise an den Grüneburgpark; ein Park, der nicht von Rinz, sondern von dessen Schüler Heinrich Siesmayer entworfen wurde.